# Växjö Simsällskap

Växjö Simsällskap (Växjö SS) är en simklubb i Växjö. Växjö Simsällskap bildades den 13 juni 1913 av överstelöjtnanten Olof Bratt och Arvid Alfons. Växjö SS har en stor bredd: simning, konstsim och simhopp. Inom simningen har man grupper för elitsimmare, motionärer, nybörjare, simskola och masters.